# Fota Island Resort
Fota Island Golf Club is een golfclub in Cork, aan de zuidkust van Ierland.

## Fota Island
Waar de rvier de Lee in de Keltische Zee uitmondt, ligt Cork. De Lee heeft daar een ruime natuurlijke haven gevormd waarin meerdere eilanden liggen, onder meer Fota. Op dat eiland is een golfclub, het Fota wildlife park, Fota House en een 5-sterren-Sheraton Hotel. Fota Island was ruim 800 jaar het bezit van dezelfde familie.

## Golf
Volgens overleveringen werd er rond 1800 reeds golf op Fota Island gespeeld maar sindsdien is er veel veranderd. In 1993 werd de huidige golfclub opgericht en Deerpark, de eerste golfbaan, aangelegd door Christy O'Connor jr. en Peter McEvoy. In 1998 werd de golfbaan door de nieuwe eigenaar Jeff Howes verbeterd zodat er internationale toernooien ontvangen konden worden. Alle tees en greens werden vernieuwd. Op Deerpark werd nadien drie keer het Iers Open gespeeld, in 2001, 2002 en 2014. In 2006 werd de Fota Island Golf Academy geopend.
Fota Island heeft nu drie golfbanen, Deerpark (par 71), Belvelly (par 72) en Barryscourt (par 73).

## Toernooien
- Irish Club Professional Championship: 1995
- Snurfit Irish PGA Championship: 1997
- Irish Amateur: 1995, 1996, 1997
- Iers Open: 2001, 2002, 2014
- Iers Senior Open: 2006
- PGA Europro Audi Cork Irish Masters : 2011, 2012

## Eigenaar
Fota House werd in het begin van de 19de eeuw gebouwd, voordien was er slechts een jachthuis. Het terrein behoorde aan de graven van Barrymore sinds 1185.
Nadat Dorothy Elizabeth Bell (1894-1975}, de laatste afstammelinge van de familie, in 1975 overleed en het huis aan de University College Cork werd verkocht, werd in 1998 Jeff Howes de nieuwe eigenaar. Hij laat de golfbaan uitbreiden maar de conditie van het huis verslechterde zodanig dat er stucwerk uit de plafons viel en het huis voor het publiek gesloten moest worden. Met geld van de Europese Unie, de Ierse overheid en particuliere sponsors werd het huis gerestaureerd en in 2002 heropend. Het huis werd daarna beheerd door de Irish Heritage Trust. In 2013 werd het landgoed aangekocht door The Kang Group Worldwide uit China.